# Käerjeng
Käerjeng  (en luxemburguès: Käerjeng; en alemany: Käerjeng) és una comuna i vila al nord-est de Luxemburg, que forma part del cantó de Capellen. Limita amb els municipis d'Arlon i Steinfort al nord; Garnich al nord-est; Dippach a l'est; Sanem al sud i al sud-est; Aubange a l'oest; Pétange al sud-oest i Messancy al nord-oest.
Comprèn les viles de Käerjeng, Bascharage, Clemency, Fingig, Hautcharage i Linger.

## Història
La comuna va néixer de la fusió de les antigues comunes de Bascharage i Clemency l'1 de gener de 2012.

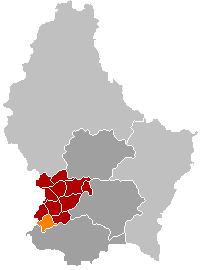
Bascharage
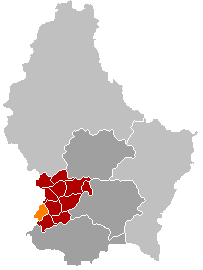
Clemency
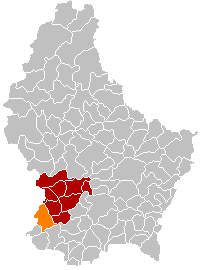
Käerjeng